# Sistema mandi
El sistema mandi és un sistema de mercat de productes agrícoles a l'Índia. Els mandis són grans mercats on els agricultors venen els seus productes, generalment mitjançant subhasta, directament als compradors, els preus els regula l'«Agricultural Produce Market Committee» (APMC) que fixa un «Preu Mínim de Suport» i depenen dels estats. Aquest sistema permet a petits agricultors vendre els seus productes a consumidors directament sense passar per intermediaris, mentre que als grans productors els permet vendre ràpidament els seus productes a proveïdors.
Amb l'«Acord de potenciació i protecció dels agricultors sobre la Llei de garantia de preus i serveis agrícoles» de 2020, es permet a agricultors crear acords amb el comprador abans d'haver collit, cosa que perjudica greument els mandis. A causa d'açò s'han produït protestes massives a diferents estats de l'Índia.